# De sista och de första människorna
De sista och de första människorna  (engelska: Last and First Men)  är en science fiction-roman skriven av Olaf Stapledon, och utgiven 1930. Romanen är en fiktiv skildring av mänsklighetens framtida historia och utveckling över flera miljarder år in i framtiden.
Den svenska utgåvan från 1935, översatt av Artur Lundkvist, hade namnet "De första och de sista människorna". Nyutgåvan från 1971 fick däremot namnet "De sista och de första människorna" som bättre avspeglade det engelska originalets titel. 

### Fotnoter
1. ↑  ”Last and first man of vision” (på engelska). Times Higher Education. 23 januari 1995. http://www.timeshighereducation.co.uk/books/last-and-first-man-of-vision/161949.article. Läst 1 oktober 2014.